# مایکل ایرون‌ساید
مایکل ایرون ساید (به انگلیسی: Michael Ironside) بازیگر کانادایی و متولد ۱۲ فوریه ۱۹۵۰ است.
از فیلم‌های معروف او می‌توان به فیلم سربازان سفینه فضایی، زیر رنگ آبی، کاملاً طوفانی، کوه‌نشین ۲، دیوانه تفنگ، تاکسی شیکاگو، سخت‌افزار، سرگردان، آبی بیابان، قاتل حروف الفبا، در اعماق دریا، سرنوشت مارتی فاین و تاپ گان اشاره کرد.